# Condado de Medina y Torres
El condado de Medina y Torres es un título nobiliario español creado por el rey Carlos III mediante real decreto de 9 de mayo de 1776, a favor de Juan María de Medina y Torres, tesorero de la Real Casa de la Moneda de México, aunque el real Decreto no se emitió hasta el 16 de noviembre de 1778 a su hermano Francisco Antonio de Medina y Torres, caballero de la Orden de Alcántara y tesorero de la Real Casa de la Moneda de México.
La Diputación Permanente y Consejo de la Grandeza de España y Títulos del Reino tiene a Francisco Antonio de Medina y Torres como el primer titular. Otras fuentes, sin embargo, consideran a su hermano Juan María, el primer titular y a otro hermano, Joaquín Benito de Medina y Torres el cuarto poseedor del título condal.  Los cuatro primeros titulares eran hermanos y fue después de la muerte del IV conde en 1814 cuando el título quedó vacante durante 104 años hasta que fue rehabilitado en 1918 por Beatriz Esteban y Fernández del Pozo quien «alegó fraudulentamente ser la 16.ª nieta del doctor Periañez de Ulloa —fallecido en 1442, I señor de la Mota, Villalonso y Granadilla, oídor de la Audiencia del rey don Juan II y de su consejo, y de su primera mujer doña Isabel de San Juan—, 10.º abuelo del I conde de Medina y Torres».

## Condes de Medina y Torres
|                                 | Titular                                               | Periodo                 |
| Creación por Carlos III         | Creación por Carlos III                               | Creación por Carlos III |
| ------------------------------- | ----------------------------------------------------- | ----------------------- |
| I                               | Juan María de Medina y Torres                         | 1776-c. 1778            |
| I                               | Francisco Antonio de Medina y Torres                  | 1778-c. 1782            |
| II                              | José Mariano de Medina y Torres                       | 1782-c. 1810            |
| III                             | Joaquín Benito de Medina y Torres                     | 1811-1814               |
| Rehabilitación por Alfonso XIII |                                                       |                         |
| IV                              | Beatriz Esteban y Fernández del Pozo                  | 1918-1933               |
| V                               | Alfonso de Mendoza y Gómez                            | 1933/1951-              |
| VI                              | Alfonso Fernández de Tejada y Ramírez de Arellano     | 1959- ?                 |
| VII                             | Francisco Fernández de Tejada y Echeverría            | 2004-2010               |
| VIII                            | Fernando José Fernández de Tejada y Simoes            | 2010-2013               |
| IX                              | Fernando Alfonso Fernández de Tejada y Pérez-Bejarano | 2013-actual titular     |

## Historia de los condes de Medina y Torres
- Juan María de Medina y Torres, I conde de Medina y Torres, hijo de Felipe Cayetano de Medina y Saravia, regidor perpetuo (1725-1748), alcalde ordinario y juez de policía de la Ciudad de México, y de su esposa María Manuela de Torres Maldonado Zapata [4]

Falleció antes de que se expidiera la real carta de sucesión y en 16 de febrero de 1778 se expidió a favor de su hermano que es el que figura en la página de la Diputación de la Grandeza como el primer titular.
- Francisco Antonio de Medina y Torres (m. c. 1781), I conde de Medina y Torres.[1] Otorgó su primer testamento el 26 de octubre de 1778 y el segundo el 7 de octubre de 1781.[5] En 2 de agosto de 1782, sucedió su hermano:[1]

- José Mariano de Medina y Torres, II conde de Medina y Torres[1]  y caballero de la Orden de Carlos III. Testó el 12 de noviembre de 1795.[5]

En 13 de junio de 1811, le sucedió su hermano:
- Joaquín Benito de Medina y Torres (m. 1814),[2] III conde de Medina y Torres[1] y caballero de la Orden de Alcántara en 1784.[6] Otorgó testamento el 7 de febrero de 1784 y un segundo testamento el 15 de febrero de 1814.[5]

En 31 de diciembre de 1918, por rehabilitación, sucedió:
Rehabilitado en 1918 por:
- Beatriz Esteban y Fernández del Pozo (1859-28 de diciembre de 1933),[7] IV condesa de Medina y Torres.[1][8] Era hija de Martín Esteban Muñoz, I marqués de Torrelaguna, y de Benita Fernández del Pozo Ramírez de Arellano.[9]

Casó con Alfonso de Mendoza Ramírez de Arellano. En 1951, sucedió su nieto, hijo de Alfonso de Mendoza y Esteban, III marqués de Torre Casa (rehabilitación 1924), y de su esposa Elia Gómez Ramírez de Arellano.
- Alfonso de Mendoza y Gómez, V conde de Medina y Torres,[1][10] III marqués de Torre Casa.

En 31 de diciembre de 1959, en ejecución de sentencia, sucedió:
- Alfonso Fernández de Tejada y Ramírez de Arellano, VI conde de Medina y Torres.[1][11]

Casó con María Rita Abascal y Gasset. En 1 de septiembre de 2004, sucedió su sobrino: 
- Francisco Fernández de Tejada y Echeverría, VII conde de Medina y Torres,[1] marqués de Solanda, marqués de Encinares.

En 23 de junio de 2010, en ejecución de sentencia, sucedió:
- Fernando José Fernández de Tejada y Simoes, VIII conde de Medina y Torres,[1][12] marqués de Encinares y conde de Loja.

En 9 de julio de 2013, por cesión, sucedió su hijo:
- Fernando Alfonso Fernández de Tejada y Pérez-Bejarano, IX conde de Medina y Torres.[1][13]